# Ла-Поведа-де-Сорія
Ла-Поведа-де-Сорія (ісп. La Póveda de Soria) — муніципалітет в Іспанії, у складі автономної спільноти Кастилія-і-Леон, у провінції Сорія. Населення — 109 осіб (2010).
Муніципалітет розташований на відстані близько 200 км на північний схід від Мадрида, 27 км на північ від Сорії.
На території муніципалітету розташовані такі населені пункти: (дані про населення за 2010 рік)
- Аргіхо: 25 осіб
- Барріомартін: 39 осіб
- Ла-Поведа-де-Сорія: 45 осіб

## Демографія
Динаміка населення (INE ):

## Галерея зображень

Розташування муніципалітету Ла-Поведа-де-Сорія